# День объединения (Болгария)
«День объединения Болгарии» (болг. «Ден на Съединението») — национальный праздник Республики Болгарии, который отмечается в этой стране ежегодно 6 сентября.
Праздник приурочен к важнейшему событию в истории болгарской государственности — объединению Болгарии 6 (18) сентября 1885 года. Согласно Берлинскому трактату 1878 года Болгария была разделена на три части: Княжество Болгария (со столицей София), автономная область Восточная Румелия (столица — Пловдив) и Македония, которую полностью контролировала Османская империя. Положение болгар в Македонии было весьма незавидным, и многие из них были вынуждены бежать в Восточную Румелию, где совместно с местным населением стали устраивать акции протеста, которые закончились военным переворотом 6 (18) сентября 1885 года, который активно поддержал болгарский князь Александр I Баттенберг. Итогом переворота стал акт присоединения Восточной Румелии к Княжеству Болгария в том же году. Нарушение Берлинского договора впоследствии стоило Александру Баттенбергу короны, но в памяти болгарского народа он навсегда остался Царём-Объединителем.
Несмотря на значимость этого события, нельзя сказать, что этот праздник отмечается в Болгарии очень широко, хотя в стране проводятся тематические мероприятия, посвящённые этому дню, а болгарские СМИ не забывают поздравить соотечественников с годовщиной воссоединения болгарского народа.